# Seznam jezer v Indonésii
Indonéská jezera (indonésky jezero - Danau). Seznam neobsahuje indonéské přehradní nádrže.

## Jezera s plochou přes 100 km²
Seřazena jsou podle rozlohy.
| jezero    | rozloha km² | maximální hloubka m | objem m³ | nadmořská výška m | obvod km | provincie              |
| --------- | ----------- | ------------------- | -------- | ----------------- | -------- | ---------------------- |
| Toba      | 1 130,0     | 529                 | 240      | 905               | 294      | Severní Sumatra        |
| Towuti    | 561,1       | 203                 | —        | 293               | —        | Jižní Celebes          |
| Jempang   | 450,0       | 6                   | —        | 50                | —        | Východní Kalimantan    |
| Tempe     | 350,0       | 5                   | —        | 5                 | —        | Jižní Sulawesi         |
| Poso      | 323,2       | 450                 | —        | 485               | —        | Střední Sulawesi       |
| Sentarum  | 275,0       | 8                   | —        | 35                | —        | Západní Kalimantan     |
| Sidenreng | 200,0       | 4                   | —        | 6                 | —        | Jižní Sulawesi         |
| Paniai    | 195,5       | 50                  | —        | 1 742             | —        | Papua                  |
| Matano    | 164,1       | 590                 | —        | 382               | —        | Jižní Sulawesi         |
| Rombebai  | 149,0       | —                   | —        | 10                | —        | Papua                  |
| Ranau     | 125,9       | 229                 | 21,95    | 540               | —        | Jižní Sumatra, Lampung |
| Semayang  | 120,0       | 6                   | —        | 5                 | —        | Východní Kalimantan    |
| Singkarak | 107,8       | 268                 | 16,1     | 362               | —        | Západní Sumatra        |